# Długoprzędka brazylijska
Długoprzędka brazylijska (Dolichothele mottai) – gatunek pająka z rodziny ptasznikowatych. Endemit Brazylii. Zamieszkuje cerrado.

## Taksonomia
Gatunek ten opisany został po raz pierwszy w 2017 roku przez Irene Soliz Revollo, Pedra Ismaela da Silvę i Rogéria Bertaniego na łamach „ZooKeys”. Jako lokalizację typową wskazano Reserva Ecológica do IBGE na terenie brazylijskiego Dystryktu Federalnego. Epitet gatunkowy nadano na cześć Paula Césara Motty, arachnologa który brał udział w odłowie materiału typowego.

## Morfologia

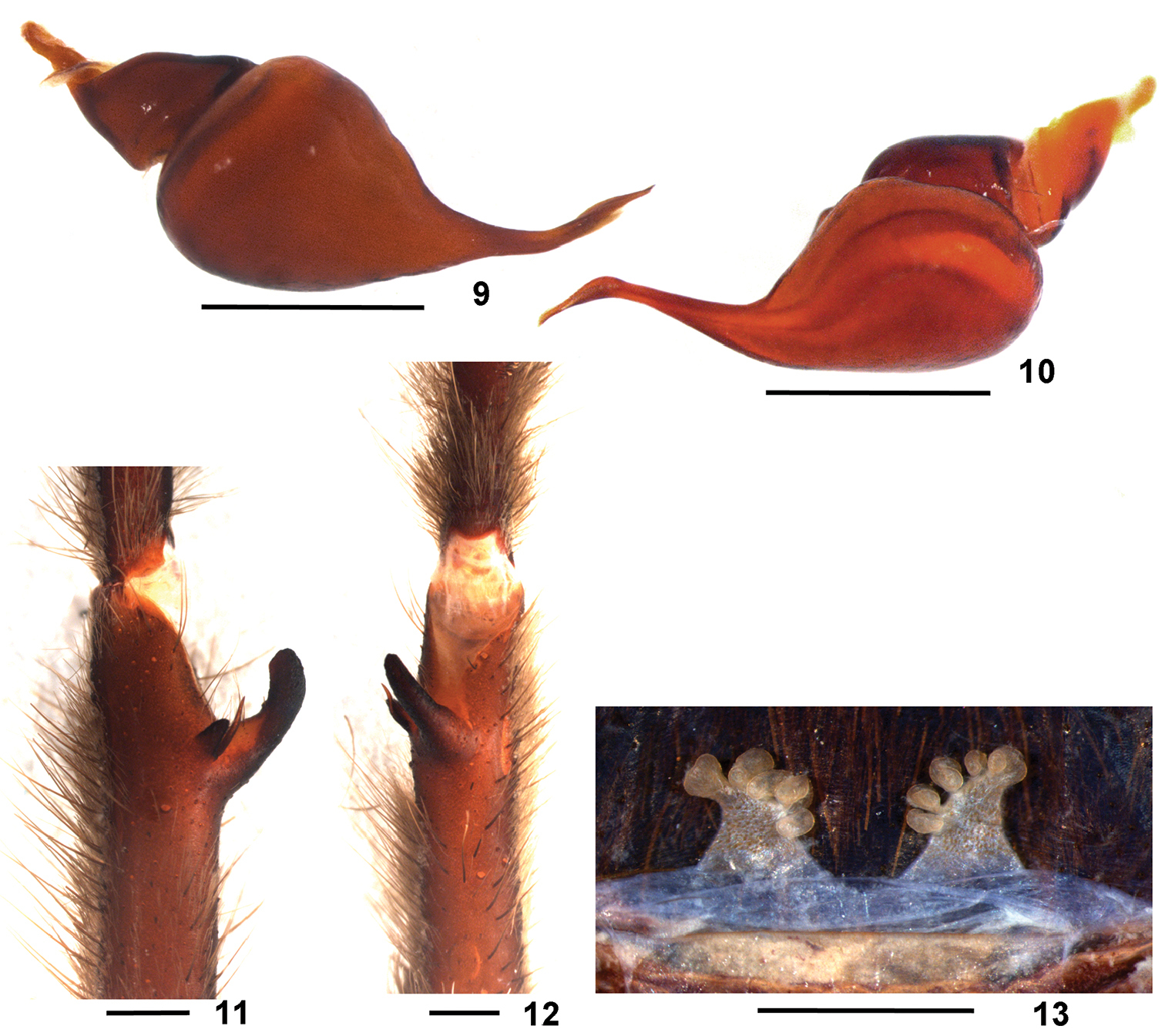
9: prawy bulbus w widoku tylno-bocznym; 10: prawy bulbus w widoku przednio-bocznym; 11: haki na lewym goleniu samca w widoku przednio-bocznym, 12: te same w widoku brzusznym; 13: spermateki

Ptasznik o ciele średnich rozmiarów, mocno obrośniętym szczecinkami. Holotypowa samica ma prosomę długości 9,4 mm i szerokości 8,3 mm oraz opistosomę (odwłok) długości 10,8 mm i szerokości 5,3 mm, natomiast paratypowy samiec ma prosomę długości 8,1 mm i szerokości 7,3 mm oraz opistosomę długości 8,8 mm i szerokości 5 mm.
Brązowy karapaks porastają długie, metalicznie irydyzujące, czerwonawe szczecinki. Oczy pary przednio-bocznej leżą nieco bardziej z przodu niż przednio-środkowej, a tylno-bocznej nieco bardziej z tyłu niż tylno-środkowej. Jamka karapaksu jest prosta i głęboka. Ciemno ubarwione u samicy i ciemne z rudym wierzchem u samca, pozbawione rastellum szczękoczułki mają w nasadowej części osiem odsiebnie coraz większych ząbków. Barwa wargi dolnej, szczęk i sternum jest brązowa. Tylny kąt sternum jest zaokrąglony. Odnóża samicy mają brązowe biodra, czarne uda i ciemne człony pozostałe. U samca biodro jest brązowe, krętarz rudy, udo czarne, a pozostałe człony ciemne. Kolejność par odnóży od najdłuższej do najkrótszej to: IV, I, II, III. Na stopach brak jest pazurków dolnych, a pazurki górne nie mają ząbków. Opistosoma u samicy jest czarna z wierzchu i brązowa od spodu, u samca zaś porastają ją długie, jaskrawo rude szczecinki. 
Genitalia samicy mają parę krótkich, trójkątnych spermatek po stronie wewnętrznej wypuszczających od nasady po wierzchołek około sześciu płatów. Nogogłaszczki samca cechują się gruszkowatym bulbusem z krótszym od tegulum, u nasady gwałtownie zwężonym, a w części odsiebnej S-kształtnie wykrzywionym embolusem z małym kilem przedwierzchołkowym. Poza tym samiec ma pierwszą parę odnóży o lekko zakrzywionym nadstopiu oraz o pośrodkowym haku (ostrodze) goleni z dłuższą gałęzią tylno-boczną opatrzoną w połowie długości kolcem i nierozszerzoną w części odsiebnej, a gałęzią przednio-boczną krótszą od stykającego się z nią kolca.

## Ekologia i występowanie
Pająk ten zasiedla cerrado. Samice budują rurkowate oprzędy pod kamieniami i kłodami. Wędrujące samce obserwowano od września do listopada.
Gatunek neotropikalny, południowoamerykański, endemiczny dla Brazylii, znany z Dystryktu Federalnego i stanu Goiás.